# Akiko (film)
Akiko is een Nederlandse korte film uit 2008 die is geproduceerd in het kader van Kort! 8. De film kreeg een nominatie voor een Gouden Kalf

## Verhaal
Akiko staat 's nachts in een donkere omgeving en ontdekt langzaamaan steeds meer elementen om haar heen: de weg, het gras en de straatverlichting. Vol bewondering kijkt ze hiernaar, alsof ze deze dingen voor het eerst ziet. Een telefooncel rinkelt en ze neemt op. Ze hoort een mannenstem, maar ze kan niet met hem communiceren. De omgeving wordt mistig en als de mist is opgetrokken, ligt Akiko verongelukt op straat.